# Recherche empirique

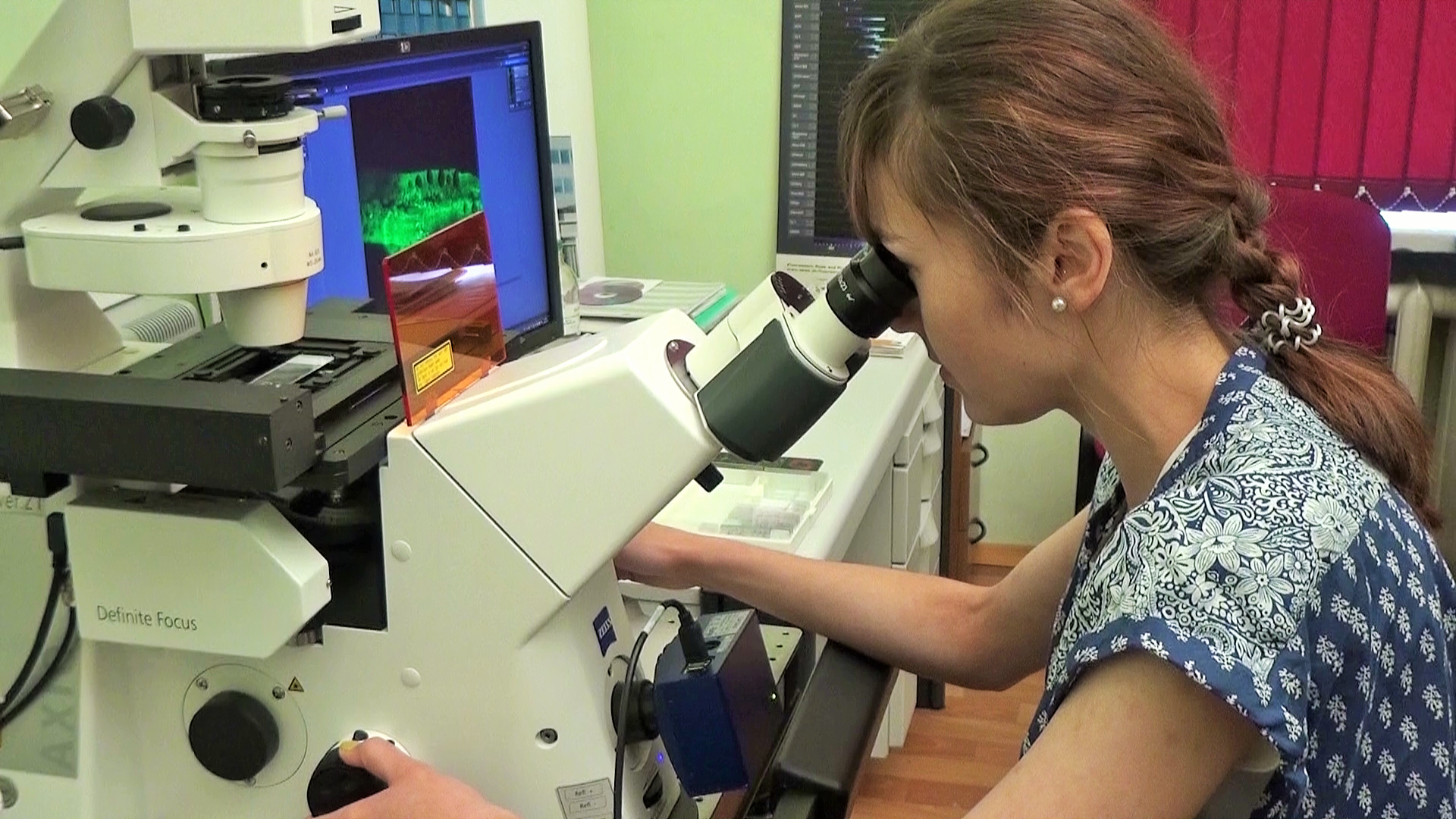
Scientifique en pleine observation par outils électronique binoculaire.

La recherche empirique explore le monde sensible en s'appuyant sur l’expérimentation, l’observation, ainsi que  sur un processus d'évaluation par les pairs qui permet de faire un tri dans les connaissances scientifiques produites et de ne garder, au fil du temps, que ce qui reste valide.
Il existe deux types de sciences empiriques : les sciences humaines et sociales et la médecine, ainsi que les sciences naturelles.

## Cycle du raisonnement
Le raisonnement empirique se déroule en différentes étapes qui se répètent, c'est pourquoi on parle même de cycle de raisonnement.
1. l'observation d'un phénomène, permettant au scientifique de collecter des données et des informations pour préparer les hypothèses qu'il ou elle va émettre.
2. l'induction, où le scientifique va du coup émettre ses hypothèses.
3. déduction, autrement dit le scientifique déduit les conséquences des hypothèses qu'il ou elle a posées.
4. phase de test, où le scientifique va tester ses hypothèses.
5. l'évaluation, celle où le scientifique va pouvoir confirmer ou infirmer le modèle qu'il ou elle a créé et les conséquences qu'il ou elle a induites[1].